# Har H̱annaton
Har H̱annaton (hebreiska: הר חנתון) är ett berg i Israel.   Det ligger i distriktet Norra distriktet, i den norra delen av landet. Toppen på Har H̱annaton är 320 meter över havet.
Terrängen runt Har H̱annaton är platt åt sydväst, men åt nordost är den kuperad.Runt Har H̱annaton är det ganska tätbefolkat, med 80 invånare per kvadratkilometer. Närmaste större samhälle är Nasaret, 13,6 km sydost om Har H̱annaton. Trakten runt Har H̱annaton består till största delen av jordbruksmark.